# 坂田神明宮
坂田神明宮（さかたしんめいぐう）は滋賀県米原市宇賀野に鎮座する神社（神明神社）である。元伊勢の伝承地である坂田宮（内宮）と、式内社論社である岡神社（外宮）の両宮からなる。

## 祭神
- 天照皇大神（坂田宮、内宮）
- 豊受毘売命（岡神社、外宮）

## 神紋
丸に橘

## 歴史
坂田宮は古くから「坂田大神宮」とも称し、近江国坂田郡の総社として信仰を集めた。伊勢神道五部書である『倭姫命世記』によると、天皇の命を受けて伊勢の大神（天照皇大神）の鎮座地を求めた倭姫命は垂仁天皇8年に「甲可日雲宮（こうがのひくものみや）」から「坂田宮」に遷り、2年間奉斎したとあるが、社伝にその「坂田宮」の跡地に命の徳を偲んで祀ったのが坂田宮の起源であるという。元伊勢の伝承地であるが、また当地は伊勢神宮の御厨であった坂田御厨が置かれた地でもあり、その起源は倭姫命が来た時に献上された神田にあるという。
岡神社は近世には「岡天王社」「若宮」と称されていた。社伝によれば、孝安天皇の時代に宇賀野魂命（うかのみたまのみこと。その別称が豊受毘売命）が降臨し、時を同じくして筑摩村に御食都神（みけつかみ）、岩脇村に大歳神が降臨、この3神を合わせて「筑摩三所の神」と称したといい、また鎮座地「宇賀野」は「宇賀野魂」という神名に因んだものであるという。その後、延喜の制で近江国の小社（国幣小社）に列した坂田郡「岡神社」であるとされ、後に坂田宮に合祀されたものであるという。
後に建武の兵乱で兵火に罹ったために佐々木秀綱によって再建されたものの、応仁の乱以降も再々兵燹に遭ったために漸次荒廃していったが、享保18年（1733年）に時の彦根藩主井伊直惟の崇敬を受けて再興、社頭も整備されて以降、「坂田神明宮」と称して彦根藩からの厚い保護を受けた。
明治14年（1881年）2月1日に郷社に列し、同41年4月29日に神饌幣帛料供進社に指定、昭和20年（1945年）には県社に昇格した。
現在、境内の一部を分断するように北陸本線が横切っていて、境内の参道には踏み切りが存在する。最寄り駅も北陸本線の坂田駅である。同様に境内地に踏み切りがあり参道を鉄道が横切る寺社には他に、
- 遍照院 - (神奈川県横浜市神奈川区／京急本線)
- 下原八幡神社 - (岐阜県下呂市／JR高山本線)
- 石引神社 - (岐阜県大垣市 - 西濃鉄道市橋線)
- 関蝉丸神社下社 - (滋賀県大津市／京阪京津線)
- 澤田八幡神社 - (大阪府藤井寺市／近鉄南大阪線)
- 陶山神社 - (佐賀県西松浦郡有田町/JR佐世保線)

などが挙げられる（括弧内は所在地と路線名）。

## 祭事
例祭 - 5月1日

## 境内外社
- 境内社
  - 七所宮（伊勢神宮内宮の7別宮に倣ったもの）
  - 四所宮（同じく外宮の4別宮に倣ったもの）
  - 倭姫社
- 境外社
  - 宇賀野神社

## 文化財
重要美術品（国認定）・滋賀県指定文化財
- 後陽成天皇宸翰天照皇大神神号掛軸